# Tân Thành, Hướng Hóa
Tân Thành là một xã thuộc huyện Hướng Hóa, tỉnh Quảng Trị, Việt Nam.
Xã Tân Thành có diện tích 45,81 km², dân số năm 1999 là 2319 người, mật độ dân số đạt 51 người/km².

## Hành chính
Xã Tân Thành được chia thành 7 thôn: An Tiêm, Bích La Đông, Bích La Trung, Cổ Thành, Hà Lệt, Nại Cửu, Nam Xuân Đức.